# Alcolea
Alcolea község Spanyolországban, Almería tartományban. Lakosainak száma 829 fő (2024).

## Földrajza
Alcolea Bayárcal, Laujar de Andarax, Nevada, Turón, Ugíjar, Berja, Murtas és Paterna del Río községekkel határos.

## Népesség
A település lakosságának változását az alábbi diagram mutatja:
| Lakosok száma | 906  | 1009 | 967  | 908  | 916  | 861  | 815  | 825  | 849  | 829  |
|               | 2001 | 2004 | 2006 | 2009 | 2011 | 2014 | 2016 | 2019 | 2021 | 2024 |